# Crispin Odey
Robin Crispin William Odey (* Januar 1959 in Yorkshire) ist ein britischer Hedgefonds-Manager. Er wurde unter anderem durch Spekulationen auf den Brexit und gegen die Aktie von Wirecard bekannt. Das 1991 von ihm gegründete Unternehmen Odey Asset Management verließ er 2023, nachdem mehrere Frauen ihm sexuelle Übergriffe vorwarfen.

## Leben
Odey studierte Geschichte und Volkswirtschaftslehre am Christ Church-College in Oxford. Das Studium schloss er 1980 ab. Er hat zudem eine Ausbildung als Barrister, übte den Beruf aber nie aus. 1983 fing er bei der Fondsgesellschaft Framlington an, die er 1985 zu Barings International verließ. 1991 gründete er seine eigene Fondsgesellschaft, Odey Asset Management (OAM), unter anderem mit 150 Millionen US-Dollar von George Soros.
Er war mit der ältesten Tochter von Rupert Murdoch, Prudence, verheiratet. Das Paar trennte sich nach einem Jahr. 1991 heiratete er Nichola Pease aus einer der Gründerfamilien der Barclays Bank. Mit ihr hat er die Söhne Felix und Max und die Tochter Sophia. 2021 wurden die Ehe geschieden und Odey heiratete 2022 Diana Vitkova.

## Investitionen
Nach den Terroranschlägen am 11. September 2001 spekulierte Odey darauf, dass die Menschen mehr Versicherungen kaufen würden, und machte damit Gewinn.
Erstmals wurde Odey einer breiteren Öffentlichkeit bekannt, als er vor der Weltfinanzkrise die Schwäche der Banken erkannte und gegen sie spekulierte. Dafür zahlte er sich 2008 insgesamt 28 Millionen Pfund aus. Auch auf die Entscheidung der Briten für den EU-Austritt des Vereinigten Königreichs hatte der Brexit-Befürworter richtig gewettet, unter anderem weil er eigene Umfragen in Auftrag gegeben hatte. Dennoch machte sein Fonds in den Jahren 2015, 2016 und 2017 jeweils zweistellige Prozentanteile Verlust.
Als Wirecard im Februar 2019 in einen Skandal um Betrug und Geldwäsche geriet, spekulierte Odey auf einen Kursverfall der Aktie des Unternehmens.
Durch Spekulationen auf den Kursverfall des Pound Sterling nach dem Brexit und der mehrere Jahre vorausgehenden Volksabstimmung verdiente er mehrere hundert Millionen Pfund.

## Vorwürfe sexueller Übergriffe und Schließung von OAM
Odey wurde im Mai 2020 von der britischen Staatsanwaltschaft angeklagt, weil er im Jahr 1998 eine Frau sexuell belästigt haben soll. Er bestritt die Vorwürfe und wurde im März 2021 freigesprochen.
Im Juni 2023 erschien in der Financial Times ein Artikel, in dem ihm 13 Frauen missbräuchliches oder belästigendes Verhalten vorwarfen, acht davon berichteten von sexuellen Übergriffen („sexual assault“). Die Vorfälle sollen zwischen 1998 und 2021 stattgefunden haben und wurden von Odey bestritten. Nach Veröffentlichung der Vorwürfe in der Financial Times berichteten sieben weitere Frauen von ähnlichen Vorfällen über eine Zeitspanne von fünf Jahrzehnten. Als Reaktion kündigen verschiedene Unternehmen, darunter Schroders, Goldman Sachs und JPMorgan Chase, an, ihre Zusammenarbeit mit OAM zu beenden. Zwei Tage nach Veröffentlichung der Vorwürfe wurde Odey vom Vorstand entlassen. Nachdem ursprünglich ein Rebranding ohne Odeys Namen geplant war, verkündete das Unternehmen im Oktober 2023 die Schließung.
Nach Veröffentlichung der Vorwürfe in der Financial Times berichteten sieben weitere Frauen von sexuellem Fehlverhalten, die Vorfälle sollen sich über eine Zeitspanne von fünf Jahrzehnten ereignet haben. In einem Fall bestätigte Odey, die Brüste einer der Frauen angefasst zu haben, bezeichnete dies jedoch als „Ausreißer“ („Aberration“), er habe nach einem zahnärztlichen Eingriff unter dem Einfluss von Narkosemitteln gestanden. Im März 2024 wurde ein Zivilverfahren vor einem High Court gegen Odey und OAM eröffnet, dabei wird Odey auch eine Vergewaltigung in den 1990er Jahren angelastet.